# Energía en Ucrania
La Energía en Ucrania proviene principalmente del gas natural y el carbón, seguida de la nuclear y luego del petróleo. La industria del carbón ha sido interrumpida por el conflicto. La mayor parte del gas y el petróleo se importa, pero desde 2015 la política energética ha priorizado la diversificación del suministro de energía.
Aproximadamente la mitad de la generación de electricidad es nuclear y una cuarta parte de carbón. La planta de energía nuclear más grande de Europa, la planta de energía nuclear de Zaporizhzhia, se encuentra en Ucrania. Los subsidios a los combustibles fósiles fueron de USD 2200 millones en 2019. Hasta la década de 2010, todo el combustible nuclear de Ucrania provenía de Rusia, pero ahora la mayoría no.
En 2020, Ucrania transitó más gas natural que cualquier otro país del mundo y sigue siendo la principal ruta de tránsito para el gas natural ruso vendido a Europa, lo que le genera a Ucrania alrededor de $ 3 mil millones al año en tarifas de tránsito, lo que la convierte en la principal ruta del país. servicio de exportación más lucrativo.
Aunque el tránsito de gas está disminuyendo, más de 40 mil millones de metros cúbicos (bcm) de gas ruso fluyeron a través de Ucrania en 2021, lo que representó alrededor de un tercio de las exportaciones rusas a otros países europeos. Parte de la infraestructura energética fue destruida en la invasión rusa de Ucrania en 2022.

## Resumen
Ucrania tiene una combinación energética diversificada y ningún combustible ocupa más de un tercio de las fuentes de energía del país. El principal combustible ha sido tradicionalmente el carbón, que cayó al 30 % en 2018. Le siguen el gas natural (28 %) y la nuclear (24 %).

## Carbón
Históricamente, la minería del carbón ha sido una industria importante en Ucrania. La minería del carbón en Ucrania a menudo se asocia con la cuenca del Donets, rica en carbón. Sin embargo, esta no es la única región minera de carbón, sino que también son la cuenca de Lviv-Volhynian y la cuenca minera de lignito del Dnieper. La cuenca de Donets, ubicada en el este de Ucrania, es la región minera de carbón más desarrollada y mucho más grande del país.
Ucrania era hasta hace poco el tercer mayor productor de carbón de Europa. En 1976, la producción nacional fue de 218 millones de toneladas métricas pero luego de cuarenta años ya para 2016, la producción de carbón se había reducido a tan solo 41 millones de toneladas métricas. Cabe mencionar que la cuenca de carbón negro de Donets en el este de Ucrania, la cual contiene el 90% de las reservas de la nación, sufre de tres principales problemas relacionados: (1) las minas no son lo suficientemente rentables para sostener la inversión de capital, lo que resulta en equipos y procesos mineros de veinte años de antigüedad, (2) el gobierno, siguiendo el consejo del Fondo Monetario Internacional, suspendió los subsidios mineros anuales de $600 millones, y (3) el gobierno ucraniano se niega a comprar minas controladas por la autoproclamadas República Popular de Donetsk y República Popular de Lugansk (regiones prorrusas).

## Electricidad
En 2014, la producción eléctrica total fue de 183 TWh, de los cuales 8 TWh se exportaron a Europa; 88 TWh de nuclear, 71 TWh de carbón, 13 TWh de gas natural y 9 TWh de hidroelectricidad. El consumo de electricidad fue de 134 TWh después de pérdidas de transmisión de 20 TWh, con una demanda máxima de alrededor de 28 GWe. En 2015, la producción de electricidad cayó a alrededor de 146 TWh en gran parte debido a una caída en el suministro de carbón de antracita causada por la Guerra en Donbass.
La producción de electricidad cayó de 296 TWh en 1991 a 171 TWh en 1999, luego aumentó lentamente a 195 TWh en 2007, antes de volver a caer.
En 2011, Ucrania se unió a la Comunidad Europea de la Energía , sin embargo, ha habido un progreso lento en la implementación de las regulaciones energéticas europeas.
El 1 de julio de 2019 se puso en marcha un nuevo mercado mayorista de energía, con el objetivo de generar una competencia real en el mercado de generación y ayudar a la futura integración con Europa. El cambio era un requisito previo para recibir asistencia de la Unión Europea. Condujo a un aumento del precio para los consumidores industriales de entre 14% a 28% durante julio. La mayor parte de la producción de Energoatom se vende al "comprador garantizado" del gobierno para mantener los precios más estables para los clientes nacionales.

### Sincronización de red con Europa
Desde 2017, Ucrania buscó deshacerse de la dependencia del sistema sincronizado ruso UPS (Sistema de energía unificado de Rusia) y, en cambio, conectarse hacia el oeste con la red síncrona de Europa continental , participando así en los mercados eléctricos europeos. Existían líneas eléctricas que conectaban el país con las redes de los vecinos Polonia, Rumania, Eslovaquia y Hungría, pero se desconectaron.
Un requisito previo necesario para la integración ucraniana era que el país demostrara con éxito que era capaz de funcionar como una isla, manteniendo un control satisfactorio de su propia frecuencia. Hacer eso requeriría la desconexión de la red de UPS, y se fijó la fecha del 24 de febrero de 2022. Esta resultó ser la fecha en que Rusia invadió Ucrania , pero la desconexión, no obstante, procedió según lo programado. Ucrania solicitó urgentemente sincronizar con la red europea a ENTSO-E, el colectivo europeo de operadores de sistemas de transmisión del que era miembro, y el 16 de marzo de 2022 se energizaron los circuitos occidentales, trayendo tanto a Ucrania como a Moldavia, que está acoplado. a la red ucraniana, a la red sincronizada europea. El 16 de marzo de 2022 comenzó una sincronización de prueba de la red de Ucrania y Moldavia con la red europea.

## Finanzas
Ucrania firmó un acuerdo de préstamo en principio por 3650 millones de dólares con el Banco de Desarrollo de China en 2012, durante el mandato del presidente Viktor Yanukovich , sujeto al desarrollo de proyectos de desarrollo acordados en los sectores del carbón y el gas. Sin embargo, en abril de 2017, Ucrania no había acordado ningún proyecto adecuado debido a una "falta de convergencia en las posiciones de [Uglesintezgaz] y el Ministerio de Energía".
Elementum Energy Ltd posee la mayoría de las plantas de energía.